# Derocheilocaris
Derocheilocaris és un gènere de crustacis dintre dels mistacocàrides que comprèn vuit espècies.
Va ser proposat el 1943 per Pennak & Zinn quan va descobrir l'espècimen Derocheilocaris typicus.